# Unterseeboot 200
Le Unterseeboot 200 (ou U-200) est un sous-marin allemand (U-Boot) de type IX D2 utilisé par la Kriegsmarine pendant la Seconde Guerre mondiale.

## Historique
Mis en service le 22 décembre 1942, l'Unterseeboot 200 reçoit sa formation de base dans la 4. Unterseebootsflottille à Stettin en Allemagne jusqu'au 31 mai 1943, où il rejoint la formation de combat la 12. Unterseebootsflottille à Bordeaux, port qu'il n'atteindra jamais.
Il quitte le port de Kiel pour sa première patrouille le 12 juin 1943 sous les ordres du Korvettenkapitän Heinrich Schonder. Après treize jours en mer, l'U-200 est coulé le 24 juin 1943 dans l'Atlantique Nord au sud-ouest de l'Islande à la position géographique de 58° 15′ N, 25° 25′ O par deux charges de profondeurs lancées d'un bombardier lourd de l'armée britannique Consolidated B-24 Liberator du Squadron. 120/H.

Les 68 membres d'équipage meurent dans cette attaque.

## Affectations successives
- 4. Unterseebootsflottille du 22 décembre 1942 au 31 mai 1943 (entrainement)
- 12. Unterseebootsflottille du 1er juin au 24 juin 1943 (service actif)

## Commandement
- Kapitänleutnant, puis Korvettenkapitän Heinrich Schonder du 22 décembre 1942 au 24 juin 1943

## Patrouilles
|       | Commandant                | Départ       | Départ | Arrivée      | Arrivée | Jours    | Succès |
| ----- | ------------------------- | ------------ | ------ | ------------ | ------- | -------- | ------ |
| 1     | KrvKpt. Heinrich Schonder | 12 juin 1943 | Kiel   | 24 juin 1943 | Coulé   | 13 jours |        |
| Total | Total                     | Total        | Total  | Total        | Total   | 13 jours | 0 t    |

Note : KrvKpt. = Korvettekapitän

## Navires coulés
L'Unterseeboot 200 n'a ni coulé, ni endommagé de navire au cours de l'unique patrouille (159 jours en mer) qu'il effectua.